# 山顶洞人
山頂洞人指发现于中国北方的晚期智人化石。因化石地点在周口店龙骨山顶部，北京猿人洞穴上方的“山顶洞”内而得名。其重要化石及遗物均在1941年二次世界大戰期間随同北京猿人标本一起丢失而下落不明。山顶洞堆积已全部挖光，原来的洞顶已被挖掉。今后也不会再有新的发现。虽然山顶洞人化石已难于寻觅，但当时对重要的化石均制作了品质精良的模型。原始模型目前保存在中国科学院古脊椎动物与古人类研究所，科学家基本可以通过对模型的观测研究化石提供的信息。

## 发现

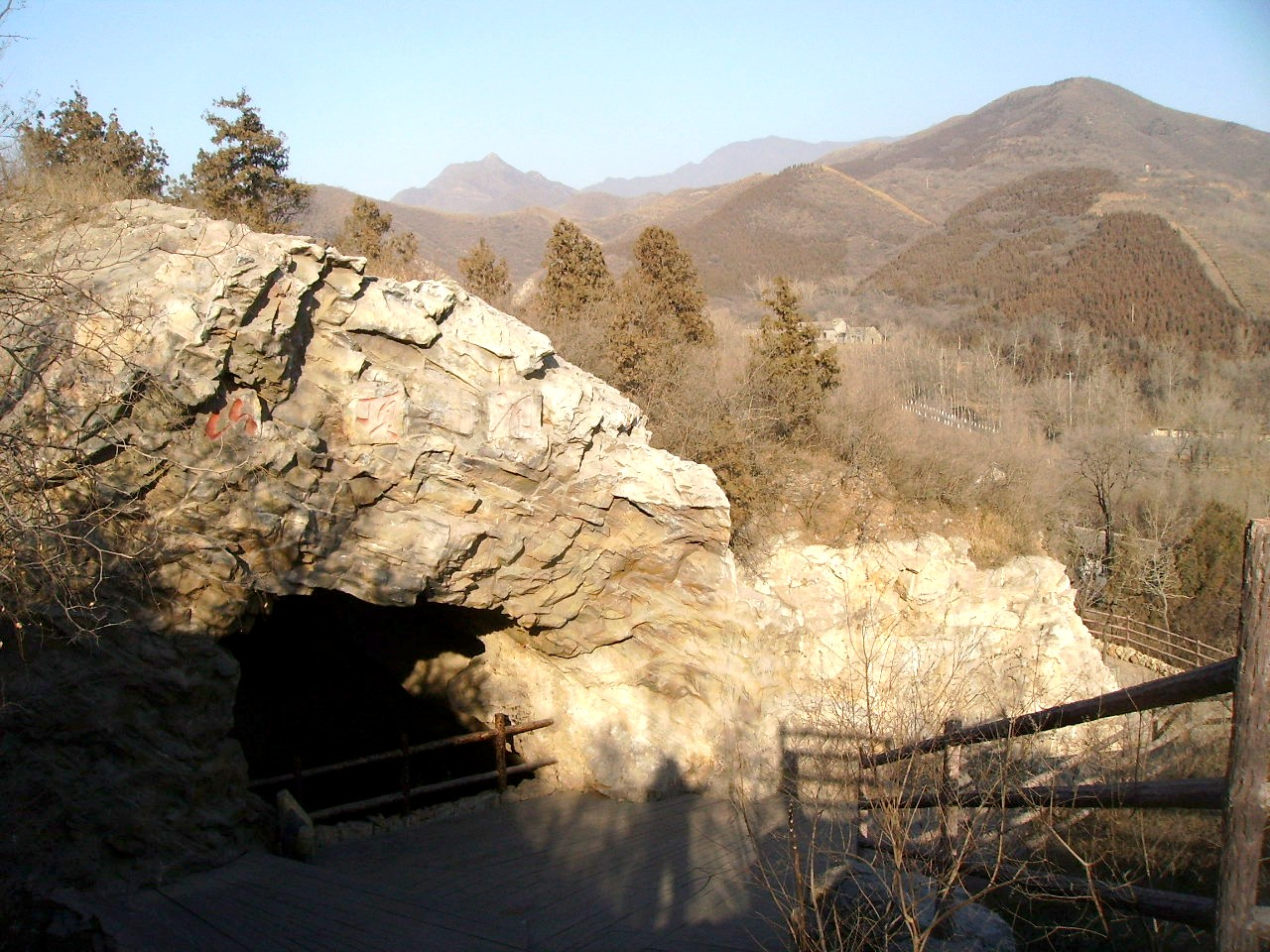
山顶洞

1930年，在对周口店北京猿人遗址堆积物的清理过程中，于龙骨山顶部发现了一个新的洞口，因此称其为“山顶洞”。1933年至1934年间，由中国地质调查所的裴文中主持，对该洞穴进行了系统发掘。出土化石材料包括三具相当完整的头骨，还有其它不完整的颅骨、下颌骨及牙齿标本，总共代表至少8個遺體。

## 分析

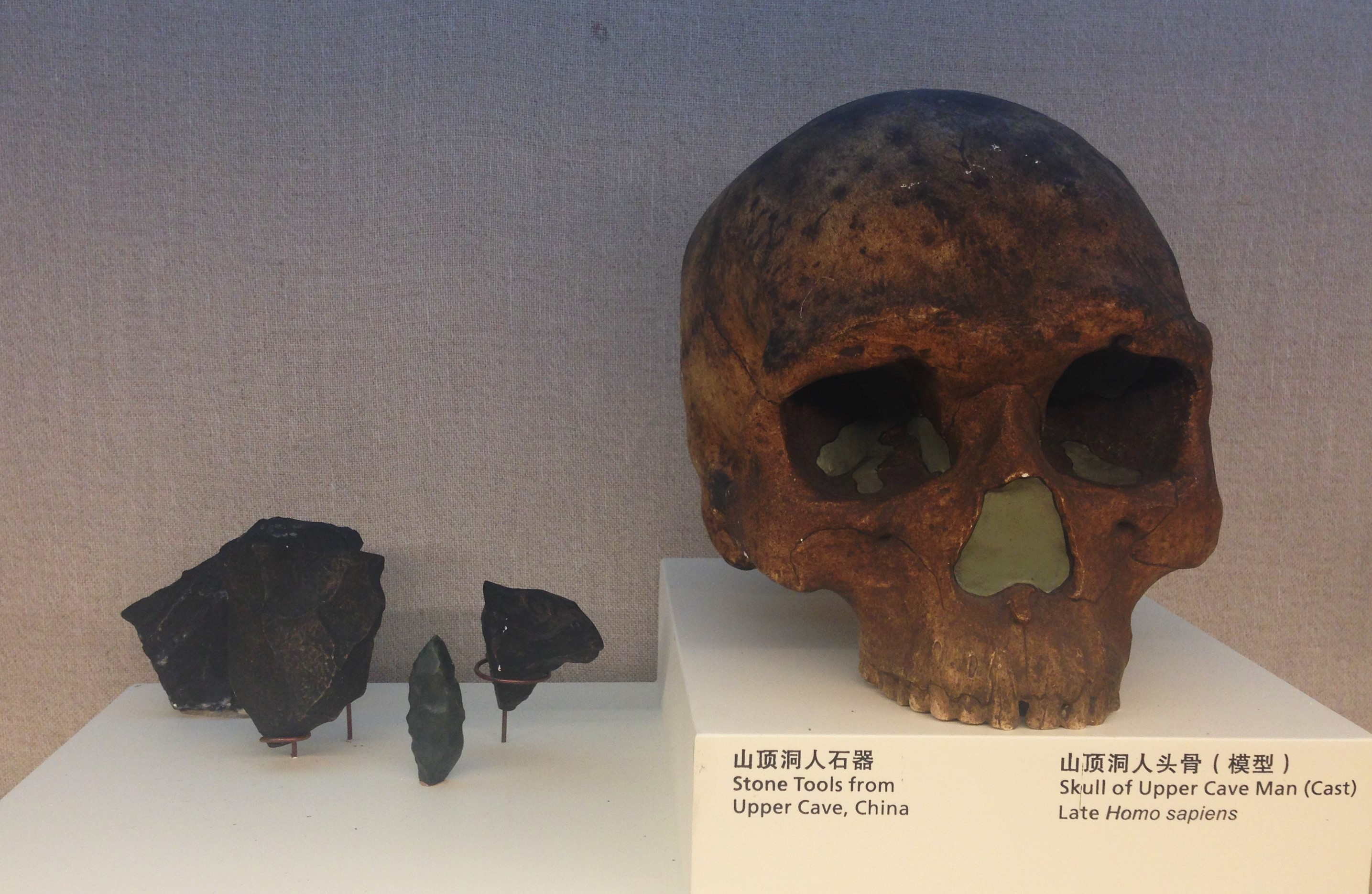
山顶洞人头骨化石模型和石器模型，收藏于上海自然博物馆

山顶洞人3个头骨（化石编号分别为PA·101，PA·102，PA·103）分属于老年男性、中年女性和青年女性。头骨硕大，上面部低矮，整个面部中等程度的突出，眼眶较低，梨形孔较阔，其下缘呈鼻前窝形，与现代黄种人相似。山顶洞人生活的时代约为1.1—1.8万多年前，地质时代为晚更新世末，据放射性碳素断代，年代为距今约3万年。而柳江人是中国以至整个东亚迄今所发现的最早的晚期智人。柳江人的生存年代目前尚无确切数据，依据铀系法测定的结果，最小值为距今约6.7万年，最大值距今约22.7万年—10.1万年。
山顶洞人的文化遗物丰富多样。石器很少而且制作粗糙，与北京猿人石器相差不多。骨器中有一根骨针，针身光滑，微弯，一端有针孔（用其他带尖器物挖成的），可见山顶洞人已经会缝制衣物，并能制造和使用细的纤维。装饰品丰富多彩，有穿孔的兽牙、蚶壳、石珠、小砾石、鱼的眶上骨、短的骨管和去除横突和棘突的鱼类脊椎骨。牙齿和砾石的孔是从两面对钻或挖而成。孔的周围多带红色，可能是用红色的条带串连所致。意味着山顶洞人劳动生产率大大提高，生活中也有休暇不需终日劳累了。
山顶洞中还发现48种哺乳动物化石，除少数为绝灭种（洞熊、最后鬣狗等），其中多为现生种（赤鹿、亚洲象等），其中有落入洞隙的熊和虎的骨架，还有现在生活在炎热地带的猎豹和鸵鸟化石，说明当时气候相当温暖。山顶洞人骨周围散布着红色的赤铁矿粉末，这是埋葬死者的标志。

## 种群
1930年代，魏敦瑞（Franz Weidenreich）对山顶洞人化石进行了初步的研究和分析，认为三具头骨分别代表了三种不同的现代人群：101号头骨接近“原始蒙古人种（primitive Mongoloid）但兼有西方舊石器晚期歐洲人的特徵”，102号头骨类似美拉尼西亚人（Melanesoid），103号头骨则属于爱斯基摩人类型（Eskimoid）。山顶洞人的头骨具有一系列与蒙古人种有关的特征，可能代表原始的蒙古人种类型。他強調山頂洞人並非現代中國人祖先的代表，也許移居自別處。
美國哈佛大學教授恩斯特·胡登分析測量結果，認為101號頭骨接近歐洲克羅馬儂人，像是歐洲白種人混雜了澳洲原住民血統，跟日本阿伊努人頭骨很接近。對於102號頭骨與103號頭骨，他認同魏敦瑞的分析。哈佛大學考古學者華特·費爾舍弗斯認為101號頭骨接近於高加索人種，學者李濟認為與澳洲原住民或尼格利陀人接近。
中国人类学家吴新智於1960年对山顶洞人头骨模型进行研究，发现山顶洞人的三个头骨有许多共同的原始特征，同时也具有许多现代蒙古人种的基本特征。吴新智认为，魏敦瑞推断三具头骨分属三个不同人种的形态学特征依据实际与中国人、爱斯基摩人和美洲印第安人相近，这3具头骨不能据此归入三个不同的群体类型，而都应归于正在形成的蒙古人种，而头骨之间的特征差异说明一些蒙古人种形态细节尚未完全形成。此後几十年中，中華人民共和國学术界普遍认为，山顶洞人代表着尚未分化完成的古老型蒙古人种（Archaic Mongoloid）、原始蒙古人种（Primitive Mongoloid）或原蒙古人种（Proto Mongoloid）。。山頂洞人代表了現代蒙古人種的北方類型，而柳江人為南方類型，為現代蒙古人種的直接先祖。
1988年，澳洲學者華特·卡明加與其同事R.V.S. Wright發表新的測量結果，因為山頂洞人的牙齒過度磨損，在精密測量下，不能確認有蒙古人種的鏟形門齒特徵。他用主成分分析方法，將山頂洞人與世界上26個民族比較後，山頂洞人介於印歐民族，撒哈拉以南非洲原住民族以及澳洲原住民三者之間，與阿伊努人及澳洲原住民最為接近。